# 1987

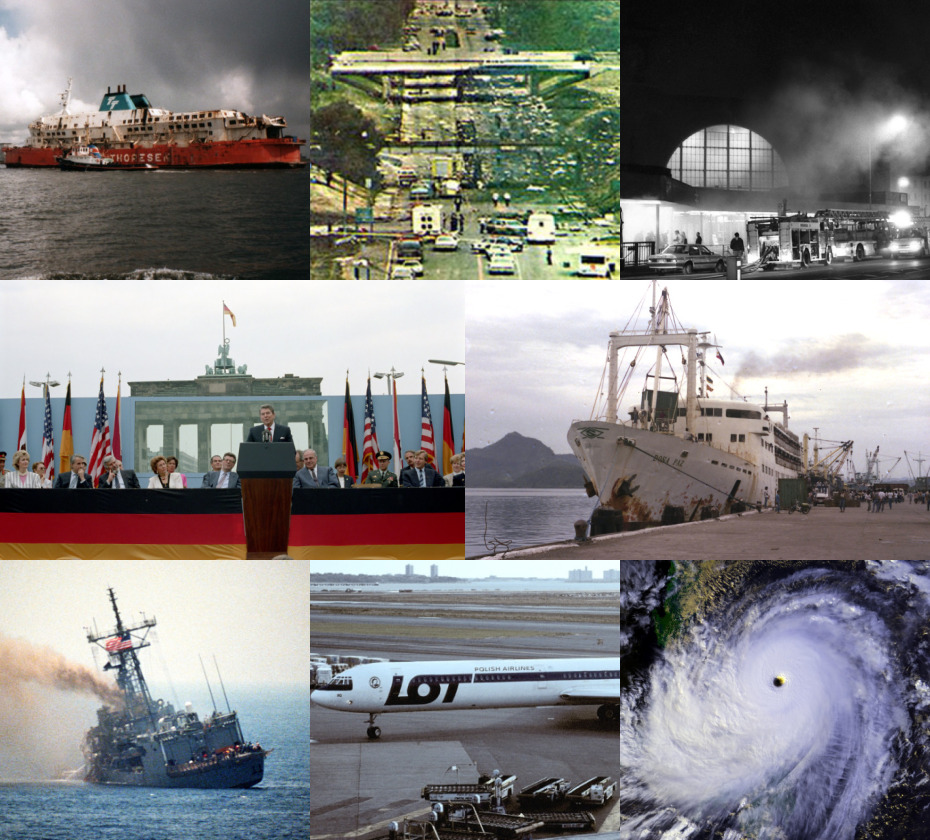
En el sentido de las agujas del reloj desde la parte superior izquierda: El MS Herald of Free Enterprise zozobra después de salir del puerto de Zeebrugge en Bélgica, matando a 193; El vuelo 255 de Northwest Airlines se estrella después de despegar del Aeropuerto Metropolitano de Detroit, matando a todos excepto a una niña; El incendio de King's Cross mata a 31 personas después de un incendio debajo de una escalera mecánica; El MV Doña Paz se hunde tras colisionar con un petrolero, muriendo casi 4.400 pasajeros y tripulantes; El tifón Nina azota Filipinas; Vuelo 5055 de LOT Polish Airlines se estrella fuera de Varsovia, cobrando la vida de todos a bordo; El USS Stark es alcanzado por misiles Exocet iraquíes en el Golfo Pérsico; El presidente estadounidense Ronald Reagan da un famoso discurso, exigiendo que el líder soviético Mijaíl Gorbachov derribe el Muro de Berlín.

1987 (MCMLXXXVII) fue un año común comenzado en jueves en el calendario gregoriano. Fue el año del Conejo en el horóscopo chino. Fue declarado Año Internacional de la Vivienda para las Personas sin Hogar por la Organización de las Naciones Unidas.
Fue el último año en tener todos sus cuatro dígitos diferentes, hasta 2013.

## Acontecimientos

### Enero
- 1 de enero: Hirohiko Araki publica el primer capítulo del manga JoJo's Bizarre Adventure, titulada Phantom Blood
- 3 de enero: Aretha Franklin se convierte en la primera mujer que entra en el Salón de la Fama del Rock.
- 13 de enero: cerca del Aeropuerto de Asmara mueren 54 personas al estrellarse un avión militar etíope.
- 13 de enero: en Budapest, Hungría: un sicario al servicio del Cartel de Medellín le dispara al exministro de justicia colombiano Enrique Parejo González, quien sobrevivió.
- 16 de enero: en China, dimite Hu Yaobang, secretario del Partido Comunista chino. Le sustituye Zhao Ziyang.
- 21 de enero: en las cercanías de la ciudad de Lautaro (Chile) fallecen 44 personas en un accidente automovilístico entre un bus y un camión.[2]
- 22 de enero: en Harrisburg (Pensilvania), el político estadounidense Robert Budd Dwyer (47) se suicida en público para evitar ser encarcelado por varios delitos.
- 25 de enero: Helmut Kohl gana las elecciones federales en Alemania Federal.

### Febrero
- 2 de febrero: la ciudad de Mianeh (Irán) padece un ataque aéreo iraquí; en dos escuelas mueren 79 alumnas.
- 2 de febrero: en los Estados Unidos, William Casey (director de la CIA y pieza clave en el escándalo Irangate) dimite de su cargo «por motivos de salud».
- 3 de febrero: se presenta oficialmente ante el público la Academia de la Cinematografía Española.
- 4 de febrero: en las aguas del río Jiao, al sur de China, se produce el naufragio de un transbordador con 120 pasajeros, con un balance final de 31 muertos y más de 60 desaparecidos.
- 4 de febrero: en Colombia las autoridades capturan a Carlos Lehder y lo extraditan a Estados Unidos.
- 5 de febrero: la Unión Soviética lanza la astronave Soyuz TM-2 con dos cosmonautas a bordo, cuyo objetivo es poner en marcha una estación espacial permanente.
- 7 de febrero: en Madrid, en el congreso extraordinario de Alianza Popular, Antonio Hernández Mancha se proclama nuevo presidente del partido con 1930 votos, frente a los 729 logrados por su adversario Miguel Herrero de Miñón.
- 7 de febrero: en Seúl se produce una batalla campal entre los manifestantes y la policía, con el resultado de más de 2000 detenciones.
- 13 de febrero: en España, el Ministerio de Sanidad impone la aplicación de la prueba del sida a todas las donaciones de sangre.
- 15 de febrero: en la Ciudad del Vaticano se presenta un ejemplo de la restauración llevada a cabo en la Capilla Sixtina, obra de Miguel Ángel Buonarrotti, por un equipo dirigido por Gianluigi Colaucci.
- 16 de febrero: en Israel comienza el juicio contra el nazi Ivan Demjanjuk, conocido como Iván el Terrible, deportado desde Estados Unidos y acusado de crímenes contra la humanidad en el campo de exterminio de Treblinka.
- 17 de febrero: Estados Unidos levanta las sanciones económicas contra Polonia, establecidas por la implantación de la ley marcial en 1981.
- 17 de febrero: Charles Haughey gana las elecciones generales en la República de Irlanda.
- 18 de febrero: en Cali (Colombia), miembros del Cartel de Medellín atacan con bombas los locales de Drogas La Rebaja, que eran propiedad del Cartel de Cali.
- 19 de febrero: Marruecos construye un sexto muro en el Sáhara Occidental para defesa del territorio frente a los ataques del Frente Polisario.
- 20 de febrero: una bomba puesta por Theodore Kaczynski, más conocido como Unabomber, estalla en Salt Lake City.
- 21 de febrero: 4.000 soldados sirios entran en la zona occidental de Beirut, tras una semana de duros combates para intentar un alto el fuego de las milicias enfrentadas.
- 22 de febrero: en Llevin (Francia), el atleta José Luis González consigue la medalla de oro en los 3000 metros en los Campeonatos Europeos de pista cubierta.
- 22 de febrero: en Argentina entra en vigor la Ley del Punto Final, que pone fin a las denuncias contra los crímenes de la dictadura militar de Jorge Rafael Videla.
- 24 de febrero: el cardenal-arzobispo de Madrid-Alcalá, Ángel Suquía Goicoechea, es elegido presidente de la Conferencia Episcopal Española.
- 24 de febrero: se observa la formación de la supernova SN 1987A.

### Marzo
- 1 de marzo: en Nueva York, una reunión de expertos de la ONU confirma que por encima de la Antártida se está abriendo un agujero en la capa de ozono.
- 2 de marzo: Chrysler Corporation adquiere a la American Motors Corporation.
  - Un terremoto de 6,5 sacude Nueva Zelanda.
- 3 de marzo: premio en el Festival de Cine de Berlín para El año de las luces, del español Fernando Trueba.
- 5 de marzo: dos terremotos de 6.7 y 7.1 sacudieron la zona nororiental del Ecuador, dejando un saldo de 1000 muertos y 60 000 damnificados. Las pérdidas materiales se cuantificaron en 1000 millones de dólares. El epicentro se registró cerca del volcán Reventador.
- 6 de marzo: el transbordador Herald of Free Enterprise se vuelca al exterior del puerto de Zeebrugge, Bélgica; 193 muertos.
- 12 de marzo: en Reinosa (Cantabria) incidentes por la carga policial contra trabajadores de Aceros y Forjas de Reinosa, que se manifestaban contra quinientos despidos inminentes, que se saldó con un muerto y cientos de heridos.
- 17 de marzo: en España, tiene lugar la primera entrega de los premios Goya.
- 22 de marzo: la Iglesia Ortodoxa Griega lanza una campaña para oponerse a la expropiación de sus tierras por parte del Gobierno.
- 23 de marzo: Willy Brandt dimite como presidente del SPD después del escándalo de espionaje.
- 23 de marzo: se declaran amenazadas las Tablas de Daimiel (España) debido a incendios y por la excesiva perforación de pozos.
- 23 de marzo: el ministerio fiscal de España presenta una querella contra la artista jerezana Lola Flores por presunto delito fiscal.
- 25 de marzo: Juan Pablo II publica su sexta encíclica, Redemptoris Mater.[3]
- 27 de marzo: en España, un guardia civil muere al estallar una bomba colocada en el interior de una furgoneta estacionada en el puerto de Barcelona.[4]
- 29 de marzo: se celebra la tercera edición de WrestleMania desde el Pontiac Silverdome en Míchigan.
- 31 de marzo: Juan Pablo II viaja a Uruguay.

### Abril
- 1 de abril: en Chile, Juan Pablo II comienza una visita de 6 días.
- 5 de abril: en la localidad madrileña de Aranjuez, llega por fin agua potable del Canal de Isabel II.
- 6 de abril: en Argentina, Juan Pablo II comienza una visita de 6 días.
- 9 de abril: en España, un coche bomba estalla en la confluencia de las calles Pau Claris y Mallorca de Barcelona, sin causar víctimas mortales.[5]
- 17 de abril : Carrera en el pueblo de San Martin en San Luis Potosí del trueno contra el tlacuache, ganando el trueno y la familia Sánchez.
- 19 de abril: se emite por primera vez en Estados Unidos la serie de animación Los Simpson como espacio dentro del Tracey Ullman Show.
- 20 de abril: en Santiago de Chile, Cecilia Bolocco gana el concurso Miss Chile.
- Durante Semana Santa, en Campo de mayo, Argentina , un grupo de oficiales y suboficiales liderados por el coronel Aldo Rico se subleva dando lugar a una serie de alzamientos del denominado sector "carapintada".

### Mayo
- 6 de mayo: en Sudáfrica se realizan las elecciones generales.
- 9 de mayo: en Bruselas, la canción Hold me now del cantante Johnny Logan, gana por Irlanda la XXXII Edición de Eurovisión.
- 22 de mayo: en Nueva Zelanda, la selección de Nueva Zelanda All Blacks, ganó la I Edición de Copa Mundial de Rugby de 1987.
- 25 de mayo: en Surinam es aprobado en referéndum una nueva constitución para abrir paso a una transición democrática.
- 26 de mayo: en Singapur, la modelo chilena Cecilia Bolocco gana el concurso Miss Universo (es la primera chilena que obtiene ese título).
- Sin fecha: en Corea del Norte, los presos políticos del campo de concentración de Onsong se amotinan, sin éxito, contra los guardias. A raíz del levantamiento, entre 1 660 y 5000 presos del campo son ejecutados.

### Junio
- 6 de junio: Rashid Karami, primer ministro de Líbano, muere asesinado en un atentado terrorista.
- 10 de junio: en Buenos Aires (Argentina), desconocidos ―posiblemente relacionados con el delincuente anticomunista italiano Licio Gelli (1919-2015)― profanan la tumba del expresidente Juan Domingo Perón, le cortan las manos con una sierra eléctrica y las hacen desaparecer.
- 10 de junio: en España se celebran elecciones municipales.
- 11 de junio: Margaret Thatcher gana su tercer y último mandato consecutivo tras ganar las elecciones generales en el Reino Unido.
- 12 de junio: el exemperador del Imperio Centroafricano, Jean-Bédel Bokassa, es condenado a muerte.
- 12 de junio: el presidente estadounidense Ronald Reagan y el presidente soviético Mijaíl Gorbachov se reúnen en el Muro de Berlín en Berlín la capital de la RDA y RFA.
- 14 de junio: se realizan en Italia las elecciones generales.
- 19 de junio: en España tiene lugar el atentado terrorista de ETA en el Hipercor de Barcelona, con el resultado de 21 muertos y unos 40 heridos.
- 27 de junio: comienza la 33.º edición de la Copa América 1987 en Argentina.
- 28 de junio: en el marco de la guerra entre Irán e Irak, la Fuerza Aérea Iraquí bombardea dos veces con gas mostaza la ciudad iraní de Sardasht, en la provincia de Azerbaiyán Occidental.

### Julio
- 1 de julio: en Argentina y Brasil, Ford y Volkswagen forman una sociedad o joint venture denominada Autolatina
- 10 de julio: cerca de 40.000 personas se congregan en las inmediaciones de la Iglesia del Carmen en Panamá, en protesta por los abusos de la dictadura de Manuel Antonio Noriega, donde son brutalmente reprimidos por las fuerzas antimotines. Aquel día se le conoció como el viernes negro.
- 11 de julio: según la ONU, en el mundo hay 5000 millones de personas.
- 11 de julio: Bob Hawke gana las elecciones federales de Australia por tercera vez.
- 12 de julio: en Buenos Aires (Argentina) se Clausura la Copa América 1987 y la Selección Uruguaya Conquista su 13.º título ganándole a la Selección Chilena por la mínima diferencia 1-0.
- 15 de julio: U2 da su primer concierto en España y congrega a la mayor multitud vista hasta el momento en un concierto, en el estadio Santiago Bernabéu de Madrid: 135.000 personas.
- 17 de julio: se estrena la aclamada película de culto Robocop en los Estados Unidos.
- 19 de julio: se realizan en Portugal las elecciones legislativas.
- 21 de julio: la banda de rock estadounidense Guns N' Roses publica el álbum debut más vendido en la historia: Appetite for Destruction.
- 27 de julio: se lanza la canción de Never Gonna Give You Up por el artista Rick Astley
- 31 de julio: cuatrocientos peregrinos iraníes mueren en La Meca en enfrentamientos con las fuerzas policiales saudíes, durante el peregrinaje islámico anual.

### Agosto
- 6-7 de agosto: se realiza el Acuerdo de Esquipulas II en la Ciudad de Guatemala, Guatemala, firmados por los 5 presidentes centroamericanos, Vinicio Cerezo de Guatemala, José Napoleón Duarte de El Salvador, José Azcona del Hoyo de Honduras, Daniel Ortega de Nicaragua y Óscar Arias de Costa Rica.
- 9 de agosto: entre Colombia y Venezuela sucede la Crisis de la corbeta Caldas.
- 15 de agosto: en Nueva Zelanda se desarrollan las elecciones generales.
- 16 de agosto: el vuelo 255 de Northwest Airlines se estrella en su despegue del aeropuerto de Detroit (Míchigan): mueren 156 personas a bordo y solo sobrevive una niña de 4 años.
- 23 de agosto: en la Isla de Wight, (Inglaterra) fallece en accidente marítimo el expiloto italiano Didier Pironi.
- 29 de agosto: en la fábrica de artesanías El Cielo, de la asociación Odaeyang Co ―fundada por Soon-Ja Park (48), llamada La Madre― situada en la ciudad de Yongin (Corea del Sur) son encontradas 32 personas maniatadas y estranguladas (aunque habían bebido una dosis no letal de veneno). Entre los muertos se encontraban la propia Madre y sus tres hijos. Los 59 restantes trabajadores del grupo desaparecieron y no fueron hallados nunca. Park era buscada por la policía porque debía a sus acreedores unos 8.5 millones de dólares estadounidenses.[6]
- 31 de agosto: Michael Jackson lanza su séptimo disco, Bad, que lo convierte en el primer y único artista en tener cinco sencillos en el número uno de la lista Billboard.

### Septiembre
- 6 de septiembre: en Maracay (Venezuela), las lluvias torrenciales provocan el desbordamiento del río El Limón dejan más de 200 personas muertas y cerca de un millar de desaparecidas (lo que se conoció como La Tragedia de El Limón).
- 6 de septiembre: se realizan las elecciones legislativas en Argentina.
- 8 de septiembre: se produce el encuentro entre los dos cancilleres de Alemania: Erich Honecker (RDA) y Helmut Kohl (RFA).
- 8 de septiembre: en Dinamarca se realizan las elecciones parlamentarias.
- 10 de septiembre: en Miami (Estados Unidos), el papa Juan Pablo II comienza su visita a ese país.
- 11 de septiembre: en París se subasta el cuadro de Van Gogh Los girasoles a un precio récord en la época, 320 millones de francos.
- 11 de septiembre: en Estados Unidos, el presentador principal de CBS Evening News, Dan Rather, enfadado por haber sido reemplazado por un partido de tenis, se marcha del plató, dejando a los telespectadores con una mesa de noticias vacía durante seis minutos.
- 12 de septiembre: en Japón, Michael Jackson comienza su Bad World Tour.
- 13 de septiembre: en Oriente Medio, la milicia chií Amal y los guerrilleros palestinos acuerdan poner fin a la guerra de los campos de refugiados en el Líbano.
- 15 de septiembre: en Santiago de Chile se inaugura el tercer tramo de la Línea 2 del Metro de Santiago desde Los Héroes hasta Puente Cal y Canto.
- 16 de septiembre: se firma el Protocolo de Montreal relativo a las sustancias que agotan la capa de ozono.
- 24 de septiembre: en el Sitio de pruebas de Nevada, a las 15:00 Estados Unidos detona la bomba atómica Lockney, de 150 kilotones. (En comparación, la bomba de Hiroshima fue de 13 kilotones). Es la bomba n.º 1064 de las 1132 que Estados Unidos hizo explotar entre 1945 y 1992.
- 29 de septiembre: fallece el empresario estadounidense Henry Ford II.

### Octubre

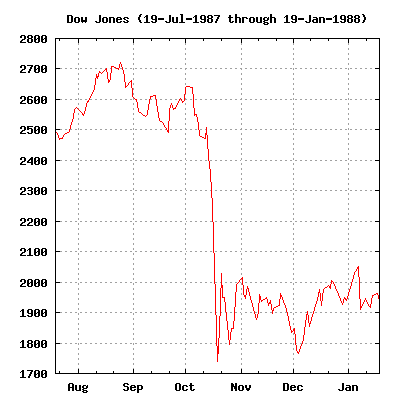
Comportamiento del índice Dow Jones durante el Lunes negro

- 1 de octubre: en la ciudad de Whittier, California se registra un terremoto de 5.9 que deja 3 muertos, 200 heridos y pérdidas de hasta 358 millones de dólares.
- 1 de octubre: en Fiyi, el coronel Sitiveni Rabuka da un golpe de Estado; 15 días después su país será expulsado de la Commonwealth.
- 2 de octubre: en la provincia peruana de Santiago de Chuco se registra un terremoto de 5,6 que deja 3 muertos y daños a viviendas.
- 4 de octubre: Carlos Salinas de Gortari fue Secretario de Programación y Presupuesto y posteriormente precandidato a la Presidencia de la República y sustituye Pedro Aspe Armella.
- 10 de octubre: el coronel Sitiveni Rabuka convierte a las Fiyi en una república y se autoproclama presidente.
- 10 de octubre: comienza la 6.ª Edición de la Copa Mundial de Fútbol Sub-20 de 1987 por primera vez en Chile.
- 11 de octubre: en Colombia es asesinado Jaime Pardo Leal, líder de la Unión Patriótica.
- 14 de octubre Óscar Arias es premiado como Premio Nobel de la Paz 1987.
- 15 de octubre: en Burkina Faso, el presidente Thomas Sankara es derrocado y posteriormente asesinado en un golpe de Estado liderado por Blaise Compaoré, quien asumiría el cargo como presidente de ese país.
- 15–16 de octubre: "La Gran Tormenta": vientos con fuerzas de huracán golpean la mayor parte del sur de Inglaterra, causando la muerte de 23 personas.
- 18 de octubre: en Suiza se realizan las elecciones federales.
- 19 de octubre: en Nueva York sucede el Lunes negro: el Dow Jones pierde más de 500 puntos, la peor caída desde el crack de 1929.
- 19 de octubre: buques de guerra estadounidenses destruyen dos plataformas petrolíferas iraníes en el Golfo Pérsico.
- 20 de octubre: en Bonn (República Federal de Alemania), el canciller Helmut Kohl y el presidente francés François Mitterrand firman nuevos acuerdos de cooperación.
- 22 de octubre: el poeta Joseph Brodsky, disidente soviético con nacionalidad estadounidense, obtiene el Premio Nobel de Literatura.
- 24 de octubre: en Lisboa, la canción La felicidad está en un rincón de tu corazón del cantante Alfredo Alejandro, gana por Venezuela la XVI Edición del Festival OTI.
- 25 de octubre: en Santiago (Chile) finaliza el Mundial sub-20 donde por primera vez se corona campeón del mundo de esta categoría la Selección de Yugoslavia al vencer por penales 5-4 a su similar de Alemania Federal tras igualar 1-1 en el tiempo reglamentario.

- 26 de octubre: se repite la preocupación vivida el lunes anterior del 15 de octubre en los índices financieros españolas en el resto de parqués. Los índices generales de Madrid y Barcelona disminuyeron más de un cinco por ciento, un 5,38% y un 5,42% respectivamente.[7] El índice Dow Jones, referente en el resto de bolsas, marcó un valor que sirvió de soporte en los alrededores de los 1800 puntos, valor sobre el que se mantuvo durante la inestabilidad vivida en los meses siguientes.
- 29 de octubre: en Chile, la Federación de Estudiantes de la Universidad de Chile logró convocar a un paro general de la Universidad de Chile, incluyendo a la casi totalidad del claustro académico, de los funcionarios y de los estudiantes contra el rector designado José Luis Federici, paralizando las funciones de la Universidad de Chile durante dos meses, hasta que, en una gran victoria política, fue reemplazado por Juan de Dios Vial Larraín.

### Noviembre
- 3 de noviembre: el cantautor británico George Michael, lanza al mercado su álbum debut de estudio en solitario titulado Faith.
- 7 de noviembre: en la UNESCO, el científico español Federico Mayor Zaragoza es nombrado director general.
- 7 de noviembre: en Túnez, Zine El Abidine Ben Ali asume el poder mediante un Golpe de Estado, derrocando al gobierno de Habib Burguiba.
- 8 de noviembre: se realiza en Italia el referéndum nuclear.
- 18 de noviembre: en Londres, un incendio arrasa la estación de metro King's Cross-Saint Pancras, dejando un balance de 31 muertos.[8]
- 18 de noviembre: en Medellín (Colombia) se inauguran los Premios Hétores, importante evento universitario.
- 21 de noviembre: en Colombia, es capturado por segunda vez, en carreteras del Valle del Cauca, Jorge Luis Ochoa.
- 23 y 24 de noviembre: en el estado de California, cerca de la frontera con México, se registran dos terremotos de 6.0 y 6.5 que dejan 2 muertos y varios heridos.
- 25 de noviembre: en Surinam es electo Ramsewak Shankar, líder de una coalición opositora contra la dictadura.
- 28 de noviembre: al noreste de la isla Mauricio se incendia y cae el vuelo 295 de South African Airways. Mueren las 159 personas a bordo.
- 29 de noviembre: en Corea del Sur, el vuelo 858 de Korean Air estalla en pleno vuelo: mueren 115 personas entre pasajeros y tripulación. Dos agentes de Corea del Norte son hallados culpables de colocar una bomba en el avión, son capturados e intentan suicidarse; uno de ellos, la agente Kim Hyon Hui, falla en el intento de suicidio y es condenada a muerte, siendo indultada posteriormente.
- 29 de noviembre: en Haití se suspenden las elecciones generales.

### Diciembre
- 1 de diciembre: en un túnel a 183 metros bajo tierra, en el área U3Lu del Sitio de pruebas atómicas de Nevada (a unos 100 km al noroeste de la ciudad de Las Vegas), a las 8:30 (hora local) Estados Unidos detona su bomba atómica Waco, de menos de 20 kilotones. Es la bomba n.º 1068 de las 1132 que Estados Unidos detonó entre 1945 y 1992.
- 2 de diciembre: España y el Reino Unido llegan a un acuerdo en Londres sobre el uso conjunto del aeropuerto de Gibraltar.
- 2 de diciembre: en un túnel a 271 metros bajo tierra, en el área U12p.02 del Sitio de pruebas atómicas de Nevada (a unos 100 km al noroeste de la ciudad de Las Vegas), a las 8:00 (hora local) Estados Unidos detona su bomba atómica Mission Cyber, de 2 kilotones. Es la bomba n.º 1069 de las 1132 que Estados Unidos detonó entre 1945 y 1992.
- 4 de diciembre: en Costa Rica, Óscar Arias firma el decreto n.º 268, por el cual le concesionó a la empresa COMCEL (subsidaria de Millicom).
- 7 de diciembre: Estados Unidos: Ronald Reagan y Mijaíl Gorbachov firman en Washington D. C. un tratado de eliminación de armas nucleares.
- 7 de diciembre: el vuelo 1771 de Pacific Southwest Airlines que volaba de Los Ángeles a San Francisco se estrella cerca de Condado de San Luis Obispo: mueren sus 43 ocupantes, incluyendo a David Burke, quien secuestró dicho vuelo.
- 8 de diciembre: frente al mar en Ventanilla (Perú) cae el avión naval AE-560 Fokker-27 cuando retornaba de Pucallpa con 43 pasajeros a bordo, 36 de los cuales eran integrantes del club Alianza Lima. Se considera una de las tragedias más grandes en la historia de ese país.
- 8 de diciembre: en Gaza (Palestina) un camión israelí atropella a un grupo de trabajadores palestinos, asesinando a cuatro de ellos. Esto hará estallar la primera Intifada o levantamiento popular palestino).
- 8 a 20 de diciembre: en Numea (Nueva Caledonia) comienzan los Juegos del Pacífico Sur.
- 9 de diciembre: Microsoft lanza Windows 2.0, pero no fue tan popular como Windows 1.0
- 10 de diciembre: en Oslo (Noruega) el costarricense Óscar Arias es nombrado Premio Nobel de la Paz 1987.
- 11 de diciembre en España, la banda terrorista ETA perpetra el atentado contra la casa-cuartel de Zaragoza, ocasionando 11 muertos y 88 heridos.
- 14 de diciembre: en la franja de Gaza, miles de palestinos celebraron el Movimiento de la Resistencia Islámica (Hamás).
- 16 de diciembre: en Italia concluye el juicio a la Mafia siciliana: los 338 mafiosos fueron sentenciados a un total de 2665 años por extorsión y asesinato, entre otros muchos delitos.
- 16 de diciembre: en Corea del Sur se realizan las elecciones presidenciales.
- 17 de diciembre: se lanza el videojuego Mega Man, creado por Capcom para la consola NES
- 17 de diciembre: en Japón, un terremoto de 7,3 deja 2 muertos y 144 heridos.
- 20 de diciembre: el ferry MV Doña Paz colisiona contra un petrolero en el mar de Filipinas, dejando un saldo de más de 4000 muertos.
- 30 de diciembre: Juan Pablo II publica su séptima encíclica, Sollicitudo Rei Socialis.
- 30 de diciembre: en Uruguay, el gobierno de Julio María Sanguinetti anuncia un decreto para la supresión total del ferrocarril de pasajeros a partir el 2 de enero del año próximo.
- 31 de diciembre: se le quita un segundo al año, para que concuerde con el calendario gregoriano.
- 31 de diciembre: en Zimbabue, el primer ministro Robert Mugabe asume la presidencia del país sucediendo a Canaan Sodindo Banana, el puesto de primer ministro queda abolido inmediatamente.
- Centenario de la creación del idioma artificial esperanto.
- Creación del Tuvalu Trust Fund, unión de países (como Australia, Reino Unido, Nueva Zelanda y Corea del Sur) que entregarán ayuda para reforzar la economía en Tuvalu.

## Arte y literatura
- 6 de enero: Juan José Saer obtiene el premio Nadal por su novela La ocasión.

## Concursos de belleza
- En Singapur, Chile gana el certamen Miss Universo.
- En Reino Unido, Austria gana el certamen Miss Mundo.
- En Japón, Puerto Rico gana el certamen Miss Internacional.

## Ciencia y tecnología

### Astronomía
- La supernova SN 1987A es observada en la Gran Nube de Magallanes.

### Medicina
* En septiembre de 1987, Carson hizo historia siendo el cirujano principal del equipo de setenta personas que realizó exitosamente, tras 22 horas, el complejo procedimiento de separar a dos gemelos siameses alemanes que estaban unidos por la parte posterior de la cabeza. Las operaciones de este tipo siempre habían fracasado, resultando en la muerte de uno o ambos bebés.
- En Estados Unidos se aprueba la zidovudina, primer tratamiento virostático contra el sida.
- En Dinamarca se presenta la patente del primer preservativo femenino.
- En México se realiza por primera vez el trasplante de sustancia negra a una paciente con la enfermedad de Parkinson.
- Por primera vez, 32 países acuerdan un frente común en la lucha contra el tabaco.
- En Europa, el número de casos de sida declarados es de 7,2 millones.
- Cooper realiza el trasplante simultáneo de dos pulmones.
- En diciembre del 1987, la FDA aprueba la fluoxetina como antidepresivo ISRS, con nombre de marca Prozac, de la farmacéutica Eli Lilly. Marca una revolución en el tratamiento de la depresión y es considerado uno de los momentos más importantes en la psiquiatría.

### Videojuegos
- Nace Megaman, uno de los juegos más exitosos que ha creado Capcom para la Nintendo Entertainment System, que sigue en carrera hasta hoy.
- En Japón salió a la venta el primer Final Fantasy para Nintendo Entertainment System de la compañía Squaresoft como último recurso al borde de la quiebra.
- Se lanza al mercado La abadía del crimen, uno de los videojuegos más valorados en la historia de España desarrollado por Opera Soft para las plataformas Amstrad CPC, Spectrum, MSX y PC.
- Konami saca al mercado el primer juego de la saga Metal Gear con el mismo nombre, para el ordenador MSX.
- Aparece el primer juego de la saga Street Fighter
- Aparece Pac-Mania.
- Sale a la venta Maniac Mansión.
  - Ocurre los eventos ficticios del juego "Five Nights At Freddy´s 2" y la más teorizada "Mordida del ´87".
  - Nintendo lanza Zelda II: The Adventure of Link.

## Deporte

### Juegos Panamericanos
- Se celebran los Juegos Panamericanos en Indianápolis.

### Automovilismo
- Fórmula 1: Nelson Piquet se proclama (por tercera vez) campeón mundial de Fórmula 1 antes de la finalización del Campeonato.
- WRC: Juha Kankkunen gana el título a bordo de un Lancia Delta HF 4WD
- Rally Dakar: Ari Vatanen gana la competencia a bordo de un Peugeot 205 Turbo 16
- NASCAR: Dale Earnhardt gana el título a bordo de un Chevrolet Montecarlo
- Champ Car: Bobby Rahal gana por segunda vez consecutiva el título a bordo de un Lola Cosworth
- 500 Millas de Indianápolis: Al Unser gana la competencia
- Turismo Carretera: Oscar Castellano gana el título a bordo de una Dodge GTX
- Turismo Competición 2000: Silvio Oltra gana el título a bordo de una Renault Fuego

### Fútbol
- Balón de Oro: el neerlandés Ruud Gullit, del AC Milan, es designado mejor futbolista del mundo del año por la revista France Football.
- Copa de Europa: el FC Porto se impone al Bayern de Múnich por 2 a 1.
- Fútbol Profesional Colombiano: Millonarios (12.ª vez).
- Primera división de Argentina: Rosario Central obtiene su cuarto título profesional, el 2 de mayo.
- Campeonato Nacional de fútbol chileno: Universidad Católica campeón.
- Campeonato Nacional de fútbol Peruano: Club Universitario de Deportes Campeón.
- Campeonato Nacional de fútbol Ecuatoriano: Barcelona Campeón.
- Copa Libertadores de América: Peñarol se impone agonicamente al América de Cali ganando su quinta Copa Libertadores
- Campeonato de Clubes de Oceanía: Adelaide City Campeón.
- Primera división de la liga española: Real Madrid campeón.
- Liga Mexicana: Chivas de Guadalajara Campeón, noveno título.
- Liga de Primera División Costarricense: Club Sport Herediano
- Liga del Fútbol Profesional Boliviano: Club Bolívar, campeón. Club Oriente Petrolero, subcampeón

### Atletismo
- Campeonato del Mundo de Atletismo: se celebra la segunda edición en Roma (Italia).

### Baloncesto
- Liga ACB: el FC Barcelona se proclama campeón.
- El FC Barcelona se proclama campeón de la Copa del Rey de Baloncesto.
- El FC Barcelona, campeón de la Copa Korac.
- NBA: Temporada 86-87. Campeones Los Angeles Lakers. Serie 4-2 contra Boston Celtics.

### Motociclismo
- Campeonato del Mundo de Trial: Jordi Tarrés (España), campeón del mundo.

### Ciclismo
- Vuelta Ciclista a España: Lucho Herrera (Colombia).
- Tour de Francia: Stephen Roche (Irlanda).
- Giro de Italia: Stephen Roche (Irlanda).

### Rugby
- Campeonato central de rugby chileno: Universidad Católica campeón.
- Copa Mundial de Rugby de 1987: Selección de rugby de Nueva Zelanda campeón

### Tenis
- Abierto de Australia: Hombres: Stefan Edberg a Pat Cash. Mujeres: Hana Mandlíková a Martina Navratilova.
- Roland Garros: Hombres: Ivan Lendl a Mats Wilander. Mujeres: Steffi Graf a Martina Navratilova.
- Wimbledon: Hombres: Pat Cash a Ivan Lendl. Mujeres: Martina Navratilova a Steffi Graf.
- US Open: Hombres: Ivan Lendl a Mats Wilander. Mujeres: Martina Navratilova a Steffi Graf.

## Cine
- 007 Alta Tensión de John Glen, con Timothy Dalton, Miriam D´Abo y Jeroen Krabbé.
- Lethal Weapon de Richard Donner con Mel Gibson y Danny Glover.
- Atracción fatal de Adrian Lyne, con Michael Douglas, Glenn Close y Anne Archer.
- Best Seller de John Flynn, con James Woods y Brian Dennehy.
- Cita a ciegas de Blake Edwards, con Bruce Willis, Kim Basinger y John Larroquette.
- Depredador de John McTiernan, con Arnold Schwarzenegger.
- Dirty Dancing de Emile Ardolino, con Patrick Swayze y Jennifer Grey.
- Innerspace de Joe Dante, con Dennis Quaid, Martin Short y Meg Ryan.
- El color del dinero de Martin Scorsese, con Paul Newman, Tom Cruise y Mary Elizabeth Mastrantonio.
- El corazón del ángel de Alan Parker, con Mickey Rourke, Robert De Niro y Charlotte Rampling.
- El imperio del sol, de Steven Spielberg, con Christian Bale y John Malkovich.
- El secreto de mi éxito de Herbert Ross, con Michael J. Fox.
- El último emperador de Bernardo Bertolucci, con John Lone, Peter O'Toole y Joan Chen.
- Full Metal Jacket de Stanley Kubrick, con Matthew Modine y Vincent D'Onofrio.
- Golpe al sueño americano de Marek Kanievska, con Robert Downey Jr., Andrew McCarthy y Jami Gertz.
- Hechizo de luna de Norman Jewison, con Cher, Nicolas Cage, Danny Aiello, Olimpia Dukakis, y Vincent Gardenia.
- Hellraiser  de Clive Barker con Ashley Laurence, Clare Higgings, Doug Bradley, Nicholas Vince, Grace Kirby, Simon Brandfor, Sean Chapman y Andrew Robinson,
- Hidden (Oculto) de Jack Sholder, con Kyle MacLachlan y Michael Nouri.
- Jóvenes ocultos de Joel Schumacher, con Jason Patrick, Kiefer Sutherland, Corey Haim y Jami Gertz.
- La bamba de Luis Valdez, con Lou Diamond Phillips y Esai Morales.
- La colina de la hamburguesa de John Irvin, con Dylan McDermott y Don Cheadle.
- La serpiente y el arco iris de Wes Craven, con Bill Pullman.
- La Tostadora Valiente de Jerry Rees.
- Las brujas de Eastwick, de George Miller, con Cher, Susan Sarandon, Michelle Pfeiffer y Jack Nicholson.
- Los creyentes de John Schlesinger, con Martin Sheen, Helen Shaver y Robert Loggia.
- Los intocables de Eliot Ness de Brian De Palma, con Kevin Costner, Sean Connery, Andy García y Robert De Niro.
- Los Reyes de las Olas de Randal Kleiser, con Matt Adler, Nia Peeples y Gregory Harrison.
- No hay salida, de Roger Donaldson, con Kevin Costner, Gene Hackman y Sean Young.
- Pesadilla en la calle elm 3: Guerreros del sueño. De Chuck Russell Por encima de la ley de Andrew Davis, con Steven Seagal, Sharon Stone y Henry Silva.
- Posesión infernal II (Evil Dead II) de Sam Raimi, con Bruce Campbell.
- Requiem por los que van a morir, de Mike Hodges, con Mickey Rourke, Bob Hoskins y Liam Neeson.
- Robocop de Paul Verhoeven, con Peter Weller y Nancy Allen.
- Saigon de Christopher Crowe, con Willem Dafoe y Gregory Hines.
- Suspect sospechoso de Peter Yates, con Cher, Dennis Quaid y Liam Neeson.
- Un detective suelto en Hollywood II, de Tony Scott, con Eddie Murphy.
- Superman IV de Sidney J. Furie, con Christopher Reeve y Gene Hackman.
- The Running Man de Paul Michael Glaser, con Arnold Schwarzenegger y María Conchita Alonso.
- Tira a mamá del tren, de Danny DeVito, con Billy Crystal, Danny DeVito, Kim Greist y Anne Ramsey.
- Traición sin límite, de Walter Hill, con Nick Nolte, Powers Boothe y María Conchita Alonso.
- Wall Street de Oliver Stone, con Michael Douglas, Charlie Sheen y Daryl Hannah.
- The Monster Squad, de Fred Dekker, con André Gower y Robby Kiger

## Música

### Festivales
- El 9 de mayo se celebra la XXXII edición del Festival de la Canción de Eurovisión en Bruselas, .
  - Ganador/a: El cantante Johnny Logancon la canción «Hold Me Now» representando a Irlanda .

### Noticias
- En Estados Unidos se crea la banda de grunge Nirvana.
- En Estados Unidos se crea la banda de grunge Alice in Chains.
- En México se forma la banda de pop rock Maná.
- En Ciudad de México se forma la banda de rock mexicana Caifanes

### Discografía
- Aerosmith: Permanent Vacation
- Alaska y Dinarama: Diez
- Alberto Plaza, En la escalera
- Álex & Christina: Álex & Christina
- Álvaro Torres: Más romántico que nadie
- Ana Gabriel: Pecado original
- Anthrax: Among the Living
- Armonía 10: Gracias
- Autocontrol: Sueños
- Barricada: No sé qué hacer contigo
- Belinda Carlisle: Heaven Is a Place on Earth
- Billy Joel:  КОНЦЕРТ
- Binomio de Oro: En concierto (24 de noviembre)
- Black Sabbath: The Eternal Idol
- Bryan Adams: Into the Fire
- Carlos Vives: No podrás escapar de mí
- Charly García: Parte de la religión
- Chayanne: Chayanne
- Cecilia Echenique: Tiempo fecundo
- Death: Scream Bloody Gore
- Debbie Gibson: Out of the Blue
- Deep Purple: The House of Blue Light
- Def Leppard: Hysteria
- Den Harrow: Day By Day
- Depeche Mode: Music for the Masses
- Diomedes Díaz: Incontenibles
- Don Cornelio y la Zona: Don Cornelio y la Zona
- Duncan Dhu: El grito del tiempo
- El Gran Combo de Puerto Rico: 25th Anniversary
- El Último de la Fila: Nuevas mezclas
- Enanitos Verdes: Habitaciones extrañas
- Esclarecidos: Por amor al comercio
- Eva Ayllón: Huellas
- Faith No More: Introduce Yourself
- Fandango: Autos, moda y rock and roll
- Fito Páez: Ciudad de pobres corazones
- Flans: Luz y sombra
- Fleetwood Mac: Tango in the Night
- Foreigner: Inside Information
- Fresas con crema: Tour
- Gabinete Caligari: Camino Soria
- George Harrison: Cloud Nine
- Germán Coppini: El ladrón de Bagdad
- Glenn Medeiros: Glenn Medeiros
- Gloria Estefan y Miami Sound Machine: Let it loose
- Grupo Niche: Con cuerdas
- Grim Reaper: Rock You To Hell
- Guns N' Roses: Appetite for Destruction
- Héctor Lavoe: Strikes Back
- Helloween: Keeper of the seven keys
- Héroes del Silencio: Héroe de leyenda
- Ilan Chester: Al pie de la letra
- Indochine: 7000 Danses
- INXS: Kick
- JAS: Mueres en tu ley
- Jean-Michel Jarre: In Concert Houston-Lyon
- Joan Manuel Serrat: Bienaventurados
- Joaquín Sabina: Hotel, dulce hotel
- Jorge "Coco" Mora: Corina la corvina (sencillo de Juan Luis Dammert).
- José Feliciano: Tu inmenso amor
- José José: Soy así
- José Luis Perales: Sueño de libertad
- José Luis Rodríguez: Señor corazón
- Judas Priest: Priest... Live!
- Julio Iglesias: Un hombre solo
- Karina: Sin máscara
- Kiss: Crazy Nights
- La Frontera: Tren de medianoche
- Las Chicas del Can: Mi general
- Laureano Brizuela: Viento del sur
- Level 42: Running in the Family
- Lorenzo Antonio: Doce rosas
- Los Chichos: Porque nos queremos
- Los Fabulosos Cadillacs: Yo te avisé
- Los Nikis: Submarines a pleno sol
- Los Prisioneros: La cultura de la basura
- Los Secretos: Continuará
- Los Temerarios: Fue Un Juego
- Los Toreros Muertos: Por Biafra
- Luis Miguel '87: Soy como quiero ser
- Madonna: You Can Dance
- Madonna: Who's That Girl?
- Magneto: Todo está muy bien
- Maná: Maná
- Manowar: Fighting the world
- Mijares: Amor y rock and roll
- María Conchita Alonso: Mírame
- María Jiménez: Alma salvaje
- Mazapán: La nave espacial
- MC Shan: Down by law
- Melissa: Noche sin fin
- Menudo: Somos los hijos del rock
- Metallica: Garage Days Re-Revisited
- Michael Jackson: Bad
- Miguel Bosé: XXX
- Mike Oldfield: Islands
- Miki González: Tantas veces
- Modern Talking: In the Garden of Venus
- Modern Talking: Romantic Warriors
- Mötley Crüe: Girls, Girls, Girls
- Motörhead: Rock 'n' Roll
- Nacha Pop: El momento
- New Order: Substance
- Ozzy Osbourne: Randy Rhoads Tribute
- Pandora: Huellas
- Patricio Rey y sus Redonditos de Ricota: Un baión para el ojo idiota
- Pet Shop Boys: Actually
- Pimpinela: Valiente
- Pink Floyd: A Momentary Lapse of Reason
- Pink Floyd: Prism
- Prince: Sign o' the times
- Public Enemy: Yo! Bum rush the show
- Radio Futura: La canción de Juan Perro
- Red Hot Chili Peppers: The Uplift Mofo Party Plan
- Rick Astley: Never Gonna Give You Up
- Rocío Jurado:  ¿Dónde estás amor?
- Roger Hodgson: Hai Hai
- Roger Waters: Radio K.A.O.S.
- Rondò Veneziano: Misteriosa Venezia
- Rosendo: ...A las lombrices
- Rubén Blades: Agua de luna
- Rubén Blades: Doble filo
- Rush: Hold Your Fire
- Sabrina: Sabrina
- Sangre Azul: Obsesión
- Sasha Sokol: Sasha
- Simple Minds: In the city of light
- Simply Red: Men and women
- Siniestro Total: De hoy no pasa
- Siouxsie And The Banshees: Through The Looking Glass
- Soda Stereo: Ruido blanco
- Spagna: Dedicated to the moon
- Stacey Q: Better Than Heaven
- Starship: No protection
- Sting: Nothing like the sun
- Suicidal Tendencies: Join the army
- Sumo: After Chabón
- Supertramp: Free as a Bird
- Tatiana: Baila conmigo
- Terence Trent D'Arby: Introducing to the hardline accord to Terence Trent D'Arby
- Testament: The Legacy
- The Alan Parsons Project: Gaudi.
- The Cure: Kiss Me, Kiss Me, Kiss Me
- The Housemartins: The people who grinned themselves to death
- The Sisters of Mercy: Floodland
- The Smiths: Strangeways, Here We Come
- Tiffany: Tiffany
- Timbiriche: Timbiriche VII
- Tino Casal: Lágrimas de cocodrilo
- U2: The Joshua Tree
- Virus: Superficies de placer
- Whitesnake: Whitesnake
- X (más tarde conocidos como X Japan): Vanishing Vision

## Televisión
- El 1 de abril en Argentina, se emite por primera vez Susana Giménez (Programa de televisión).

## Premios Nobel
- Física: J. Georg Bednorz y Karl Alexander Müller.
- Química: Donald J. Cram, Jean-Marie Lehn y Charles J. Pedersen.
- Medicina: Susumu Tonegawa.
- Literatura: Joseph Brodsky.
- Paz: Óscar Arias Sánchez.
- Economía: Robert Solow.

## Premios Príncipe de Asturias
- Artes: Eduardo Chillida.
- Ciencias Sociales: Juan José Linz.
- Comunicación y Humanidades: diario El Espectador y diario El Tiempo.
- Concordia: Villa El Salvador.
- Cooperación Internacional: Javier Pérez de Cuéllar.
- Deportes: Sebastian Coe.
- Investigación Científica y Técnica: Jacinto Convit y Pablo Rudomín Zevnovaty.
- Letras: Camilo José Cela.

## Premio Cervantes
- Carlos Fuentes.[9]